# Aubletella macoucou
Espèce
Classification APG III (2009)
Synonymes
- Chrysophyllum macoucou Aubl. - Basionyme[1],[2]

Aubletella macoucou, le macoucou, est une espèce de plantes à fleurs dicotylédones. C’est un arbre sud-américain, connu uniquement par son échantillon type. C'est l'espèce type du genre Aubletella Pierre.

## Taxonomie
Sa taxonomie n'est pas clairement définie : après avoir distingué ce taxon du genre Chrysophyllum au XIXe siècle, il a été exclu de la famille des Sapotaceae au XXe siècle.

## Description
Le macoucou est un grand arbre produisant des fruits jaunes ayant une forme rappelant celle d’une poire.

## Répartition
Les occurrences reconnues aujourd’hui de Aubletella macoucou n’ont été observées qu’en Guyane.

## Utilisation
Le macoucou est principalement utilisé pour la consommation de ses fruits.

## Protologue
(février 2024).

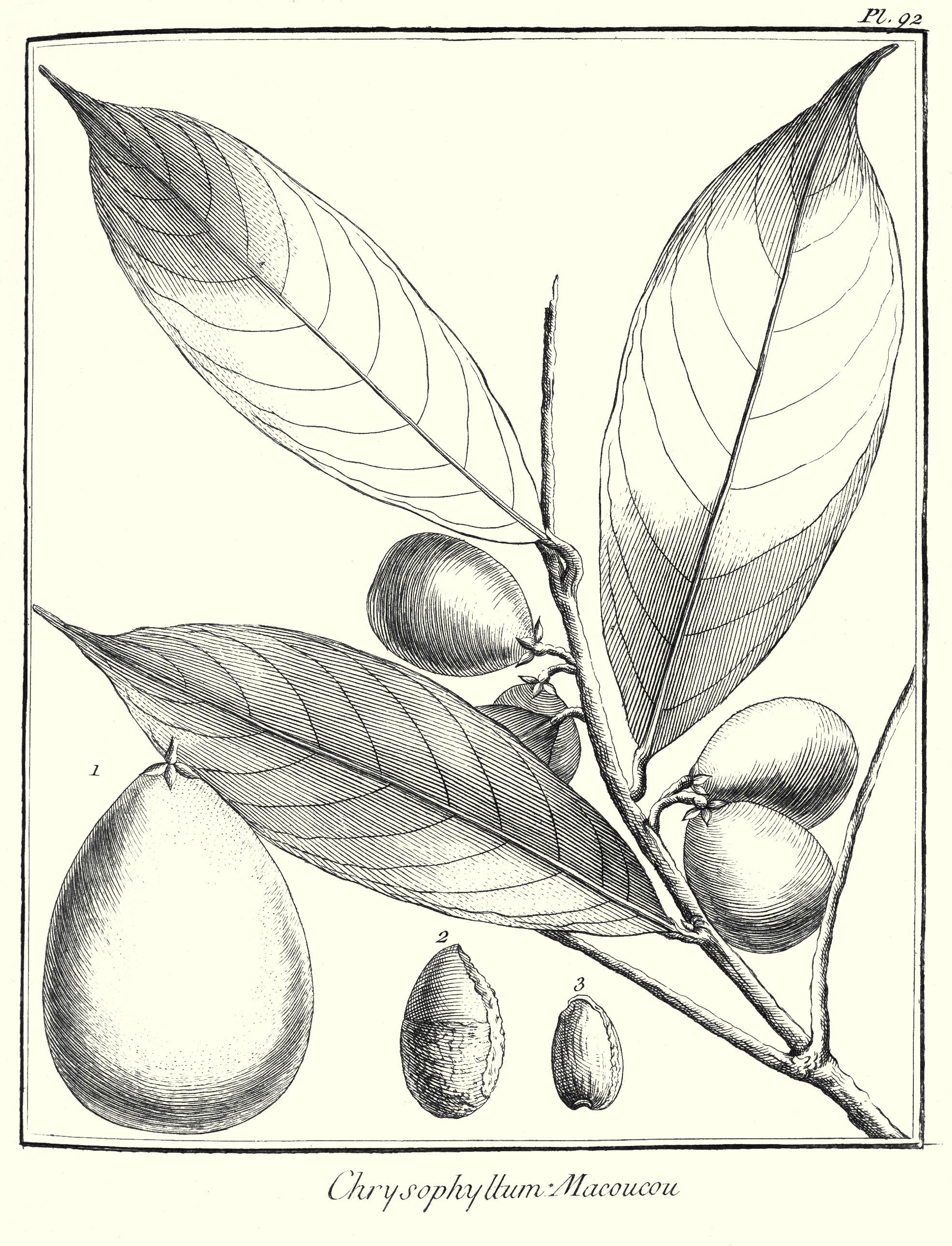
Aubletella macoucou par Aublet (1775) :
Planche 92. - 1. Fruit ou baie. - 2. Noyau. - 3. Amande.

En 1775, le botaniste Aublet propose le protologue suivant : 

« 1. CHRYSOPHYLLUM (Macoucou) foliis utrinquè glabris, ovato-oblongis, acuminatis; fructu. pyriformi, lutco. (Tabula 92.)
Arbor excelſa. ; trunco craſſo, triginta-pedali, ad ſummitatem ramoſo. Folia alterna, ovatooblonga, acuminata, glabra, integerrima, ſupernè & internè pallidè virentia, If^evi petiolata. Fructus corymboſi, pyriformes, colons aurantii : caro fublutca, edulis : semina tria, aut quatuor, ovata, acuta, cicatricula notata, nitida, rufeſcenria, putamine fragili, amygdalam recondente, pulpâ albâ, dulci, & eduli obductam.
Cortex trunci & ramorum vulneratus, folia lacerata, ſuccum lacteum fundunt.
Fructum ferebat Maio.
Habitat ad ripam amnis Galibienſis.
Nomen Caribæum MACOUCOU.

LE CAINITIER Macoucou. (Planche 92.)
Cet arbre s'élève fort haut : ſon tronc a environ trente pieds de hauteur, & deux pieds de diamètre. Sa tête eſt fort branchue & rameuſe. Son écorce eſt liſſe, griſâtre ; & pour peu qu'on l'entame, elle rend un ſuc laiteux. Son bois eſt blanc, dur & caſſant. 
Les feuilles ſont alternes, ovales, allongées & terminées par une longue pointe. Elles ſont fermes, liſſes & d'un vert pale, en deſſus comme en deſſous ; leur pédicule eſt fort court. 
Les branches portent dans preſque toute leur longueur des fruits qui ſont par paquets de deux, trois ou quatre fruits d'un jaune orange, dune forme aſſez ſemblable a celle d'une poire, ſoutenus par un court pédoncule avec le calice de la fleur qui eſt à cinq pièces, & qui ſubſiſte. Ce fruit a une écorce charnue, laiteuſe, épaiſſe d'une ligne & plus. Sous cette écorce on trouvé pluſieurs noyaux arrondis, liſſes, jaunes à leur partie ſupérieure qui eſt pointue : le reſte de ce noyau eſt plus renflé, inégal ; & depuis le haut juſqu'au bas il, a une ſinuoſité. Chaque noyau contient une amande ſèche & coriace, enveloppée d'une chair pulpeuſe, blanche, douce au goût, bonne à manger. 
Les Garipons nomment ce fruit MACOUCOU, & ils le mangent avec plaiſir. Je l'ai trouvé fort bon, & plus agréable au goût que le Caïnite ou Caïnito des Iſles Antilles. 
J'ai rencontré Cet arbre au bord de la crique des Galibis, chargé d'une quantité de fruits en maturité. C'étoit dans le mois de Mai. »

— Fusée-Aublet, 1775.